# Tim Erixon
Tim Erixon (Port Chester, 24 febbraio 1991) è un hockeista su ghiaccio svedese.

## Palmarès

### Mondiali
- 2 medaglie:
  - 1 argento (Slovacchia 2011)
  - 1 bronzo (Bielorussia 2014)